# Ann Forrest
Ann Forrest (Sønderho,14 de abril de 1895-San Diego, 25 de octubre de 1985) fue una actriz teatral y cinematográfica danesa, activa en la época del cine mudo.

## Biografía
Su verdadero nombre era Anna Kromann, y nació en Sønderho, Dinamarca. Instalada desde su juventud en los Estados Unidos, debutó en el cine, utilizando su nombre real, con el cortometraje The Truth of Fiction, de Henry Otto y protagonizado por Winifred Greenwood (1915). Entre 1915 y 1925 actuó en 33 producciones. 
De entre sus filmes destacan Her Decision (de Jack Conway, 1918, con Gloria Swanson), The Grim Game (de Irvin Willat, 1919, con Harry Houdini), A Splendid Hazard (de Arthur Rosson, 1920, con Henry B. Walthall), o If Winter Comes (de Harry F. Millarde, 1923, con Percy Marmont).
Tras retirarse de la pantalla, trabajó como actriz teatral en el circuito de Broadway (Nueva York) utilizando el nombre de Anne Forrest. Actuó en nueve piezas representadas a partir de 1926. Las tres últimas obras en las que actuó se llevaron a escena en 1931, entre ellas The Roof (de John Galsworthy, con Charlotte Walker y Ernest Cossart). Posteriormente se retiró de manera definitiva.
Ann Forrest falleció en San Diego, California, en 1985.

## Teatro (íntegro)
- 1926-1927 : Black Cockatoo, de Samuel Ruskin Golding
- 1928 : Quicksand, de Warren F. Lawrence
- 1928 : Gang War, de Willard Mack
- 1929 : Carnival, de William R. Doyle
- 1929 : Sweet Land of Liberty, de Philip Dunning
- 1929 : The Channel Road, de Alexander Woollcott y George S. Kaufman
- 1930 : Frankie and Johnnie, de John M. Kirkland
- 1931 : Anatol, de Arthur Schnitzler
- 1931 : Enemy Within, de Will Piper y Lois Howell
- 1931 : The Roof, de John Galsworthy

## Selección de su filmografía
- 1915 : The Truth of Fiction, de Henry Otto
- 1917 : The Flame of Youth, de Elmer Clifton
- 1917 : The Medicine Man, de Clifford S. Smith
- 1917 : The Tar Heel Warrior, de E. Mason Hopper
- 1918 : The Shoes That Danced, de Frank Borzage
- 1918 : Her Decision, de Jack Conway
- 1918 : The Rainbow Trail, de Frank Lloyd
- 1918 : An Honest Man, de Frank Borzage
- 1919 : Love's Prisoner, de John Francis Dillon
- 1919 : The Grim Game, de Irvin Willat
- 1920 : Dangerous Days, de Reginald Barker
- 1920 : A Splendid Hazard, de Arthur Rosson
- 1920 : The Prince Chap, de William C. de Mille
- 1920 : The Great Accident, de Harry Beaumont
- 1921 : A Wise Fool, de George Melford
- 1922 : Love's Boomerang, de John S. Robertson
- 1922 : The Man Who Played God, de F. Harmon Weight
- 1923 : If Winter Comes, de Harry F. Millarde
- 1923 : Marriage Morals, de William Nigh
- 1925 : Ridin' Pretty, de Arthur Rosson

## Galería fotográfica

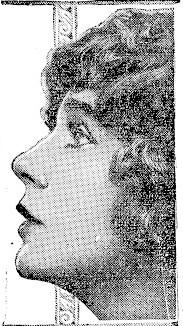
Ann Forrest en "The Great Impersonation" (1922).
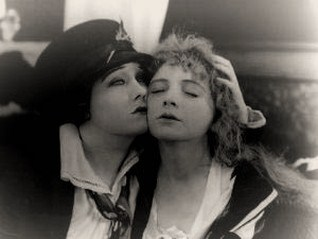
Con Gloria Swanson (izq.) en Her Decision (1918)
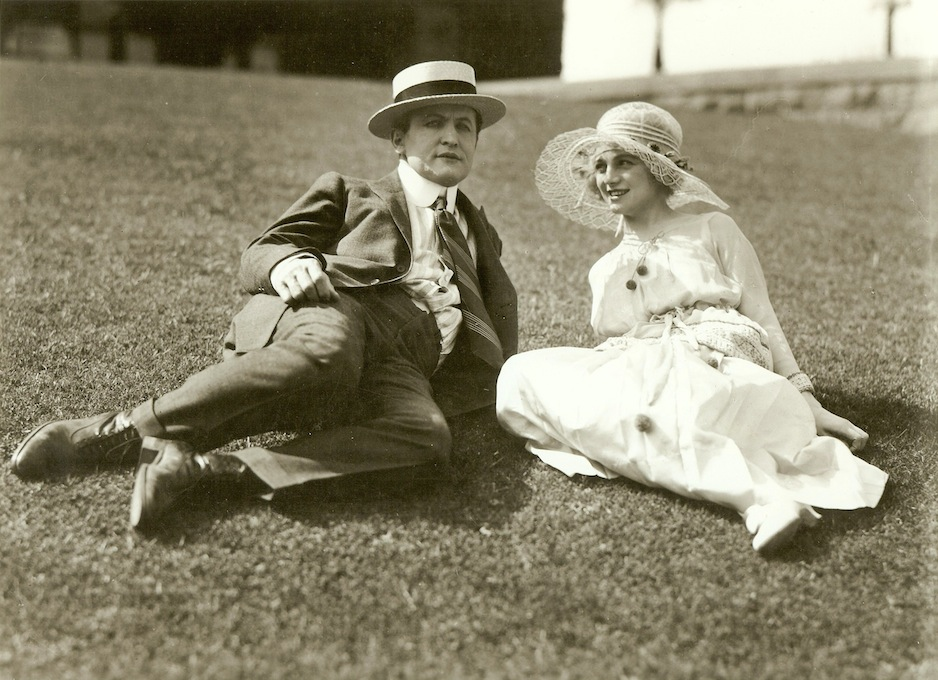
Con Harry Houdini en The Grim Game (1919)
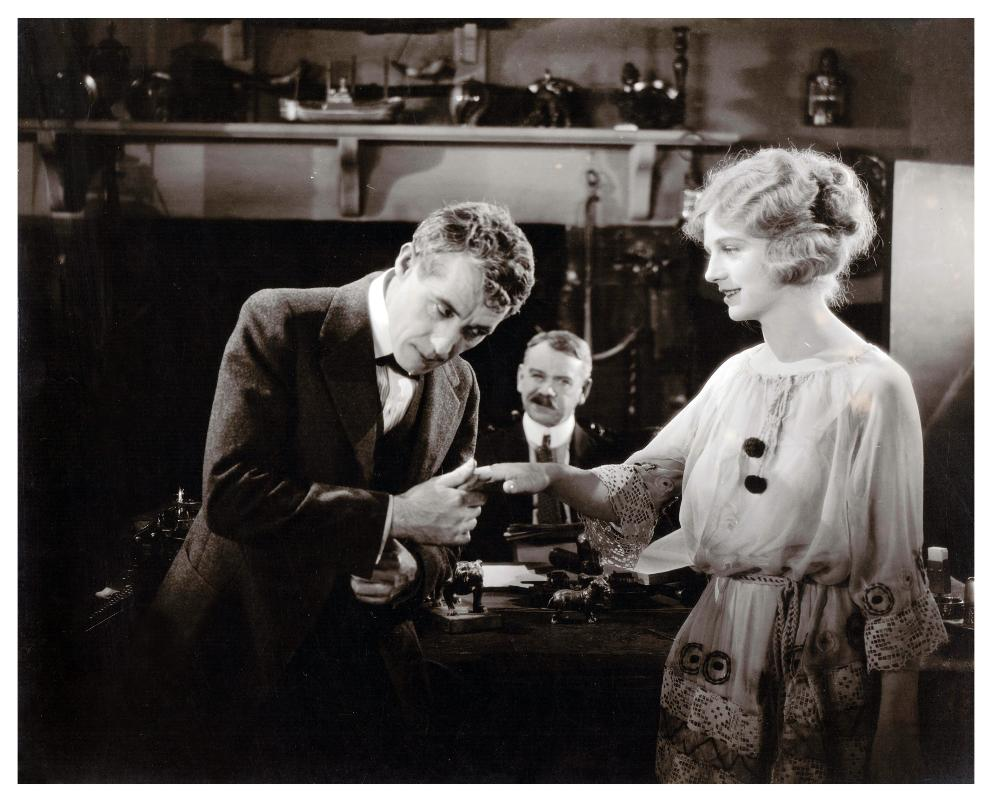
Con Henry B. Walthall (y Hardee Kirkland detrás) en A Splendid Hazard (1920)
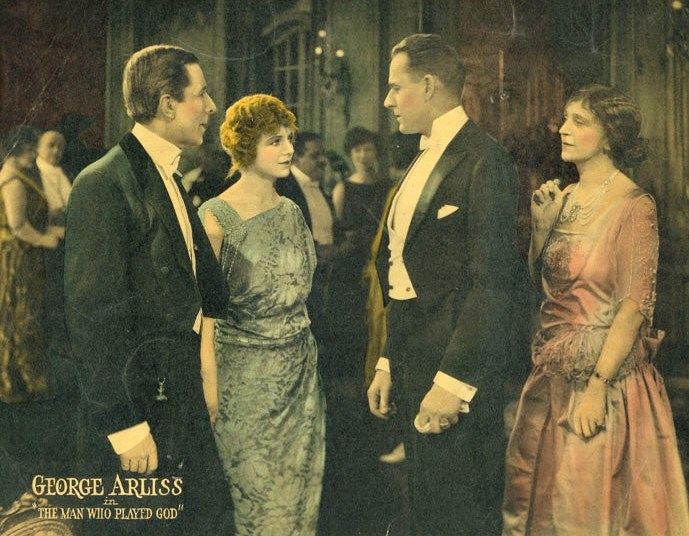
De izq. a der. : George Arliss, Ann Forrest, Edward Earle y Effie Shannon en The Man Who Played God (1922)
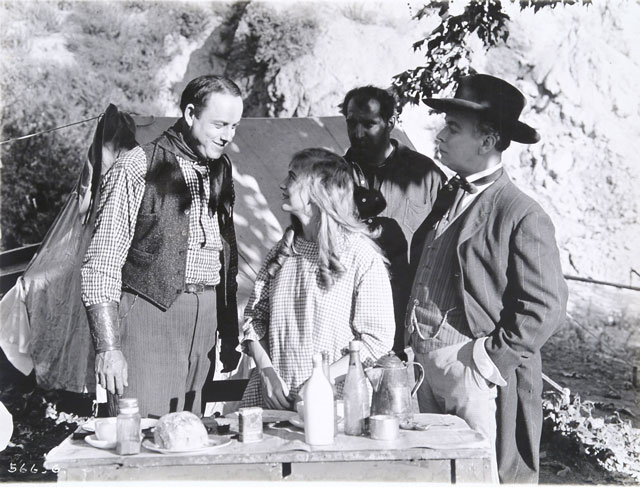
Roy Stewart (izq) y Ann Forrest en The Medicine Man (1917)
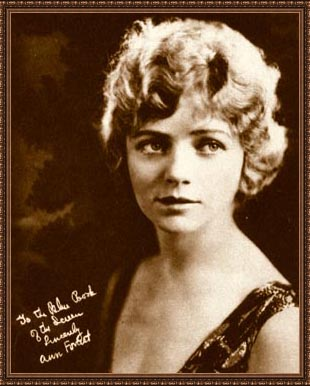
Forrest en 1923
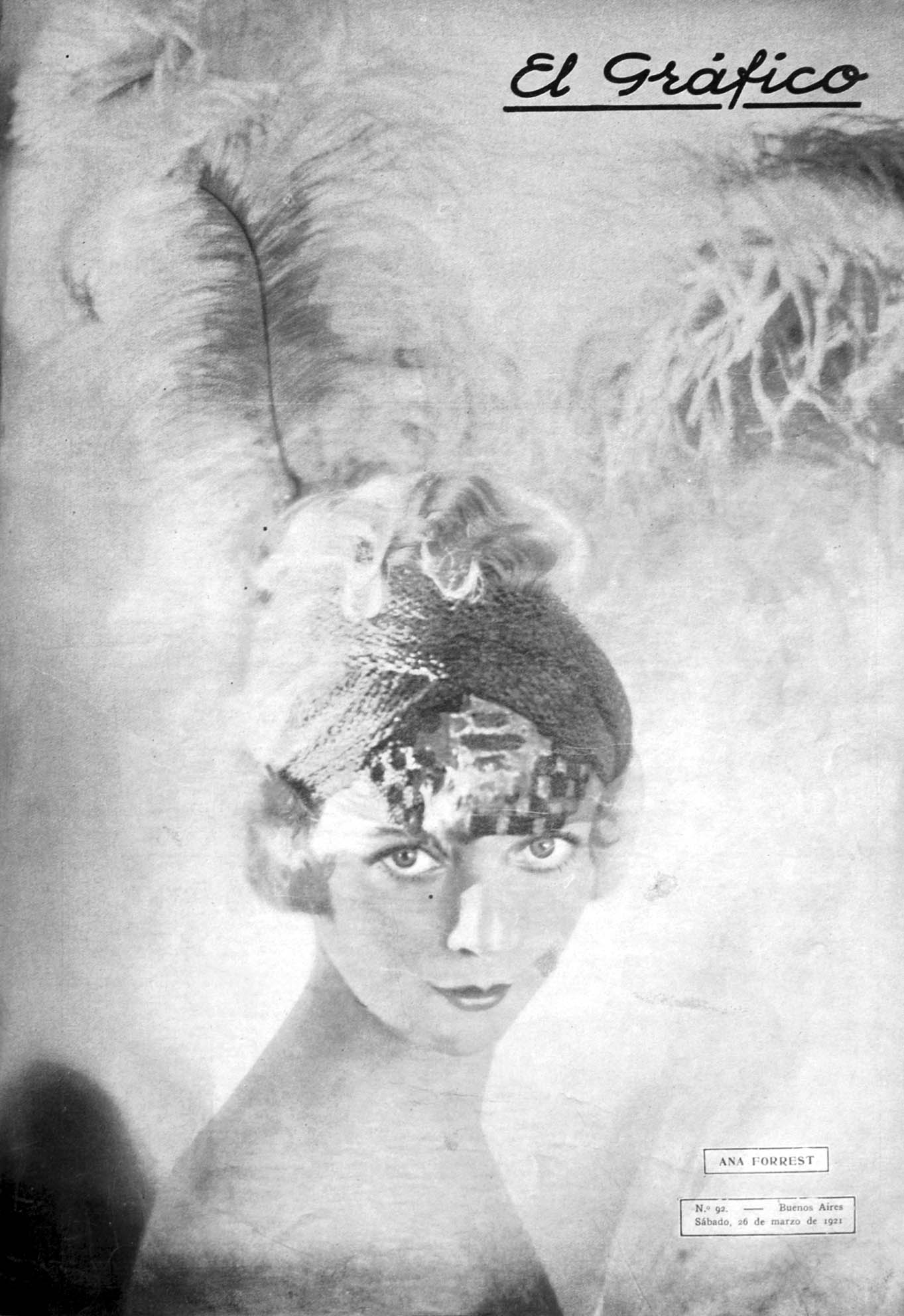
Ana Forrest en "El Gráfico" el 26 de marzo de 1921